# Paris-Roubaix 1947
La 45e édition de la course cycliste Paris-Roubaix a eu lieu le 6 avril 1947 et a été remportée par le Belge Georges Claes qui signe un doublé.

## Classement final
|    | Cycliste            | Équipe        | Temps           |
| -- | ------------------- | ------------- | --------------- |
| 1  | Georges Claes       | Rochet        | 6 h 10 min 34 s |
| 2  | Adolf Verschueren   | Huybrechts    | + 0 s           |
| 3  | Louis Thiétard      | Metropole     | + 0 s           |
| 4  | Raymond Impanis     | Alcyon-Dunlop | + 16 s          |
| 5  | Albéric Schotte     | Alcyon-Dunlop | + 51 s          |
| 6  | Olimpio Bizzi       | Viscontea     | + 56 s          |
| 7  | Edouard Fachleitner | France Sport  | + 56 s          |
| 8  | Maurice De Muer     | Peugeot       | + 56 s          |
| 9  | Lucien Teisseire    | Viscontea     | + 2 min 42 s    |
| 10 | Lucien Vlaemynck    | Olmo          | + 3 min 43 s    |